# Mimela fusciventris
Mimela fusciventris är en skalbaggsart som beskrevs av Lin 1990. Mimela fusciventris ingår i släktet Mimela och familjen Rutelidae. Inga underarter finns listade i Catalogue of Life.